# Вагнер, Франсуа
Франсуа Вагнер (люкс. François Wagner; 16 ноября 1890, Люксембург (город), Люксембург — дата и место смерти неизвестны) — люксембургский гимнаст, участник летних Олимпийских игр 1912 года (4-е место в основном командном первенстве и 5-е место в командном первенстве по произвольной системе).